# M-1グランプリ2016
『M-1グランプリ2016』（エムワングランプリ2016）は、吉本興業・朝日放送主催の漫才コンクール「M-1グランプリ」の第12回大会。2016年12月4日（日曜）に決勝戦が開催され、ABCテレビ・テレビ朝日系列にて18:30 - 21:00まで生放送された。優勝者は銀シャリ。視聴率は関東地方で13.5%、関西地方で23.8%を記録した。

## 概要
通算12回目の開催となった2016年大会にはプロ、アマチュア問わず3503組がエントリーした。スポンサーはCygames、ファミリーマート、日清食品が続投した一方で、ユニクロが外れ、代わりにサントリーが加わった。
決勝戦には準決勝を勝ち上がったカミナリ、スーパーマラドーナ、アキナ、相席スタート、ハライチ、銀シャリ、スリムクラブ、さらば青春の光の8組、そして敗者復活戦を制した和牛を加えた9組で争われた。
審査員はこれまでの回より少ない5名。前回大会からは中川家・礼二のみが続投し、松本人志が2大会ぶり（6年ぶり）、オール巨人、上沼恵美子が3大会ぶり（7年ぶり）に復帰したほか、博多大吉が初めて参加した。
決勝戦の司会は10大会連続の今田耕司と、5大会連続の上戸彩。
今大会で初めて、オープニングに前回王者（トレンディエンジェル）が優勝するまでの過程を特集したVTRが導入された。
ABCラジオでは、八塚彩美（朝日放送テレビアナウンサー）の進行で、決勝のサイマル生中継を組み込んだ特別番組『ラジオでウラ実況!?M-1グランプリ2016』を18:00 - 21:00に放送した。

## 大会経過

### 1回戦から準々決勝まで
1回戦は8月1日から10月1日にかけて、北海道、仙台、埼玉、千葉、東京、名古屋、大阪、広島、福岡、沖縄の10都道府県で開催。その後は東京、大阪・京都の2地区に分けて、10月3日 - 14日に2回戦、10月18日 - 27日に3回戦、11月6日 - 7日に準々決勝が開催された。
エントリーした3503組中、準々決勝に進出したのは97組。そのうち大阪・京都3回戦を通過したのは39組、東京3回戦を通過したのは58組。

#### 話題を集めたコンビ
- 「晴天サンティ」（吉岡陽香里、飯森七重）：お笑いサークル所属の女子大生コンビ。アマチュアで唯一準々決勝に進出し、ベストアマチュア賞を受賞[2]。
- 「完熟フレッシュ」：元ロックンロールコメディーショーの池田57CRAZYこと池田哲也と、その娘のレイラ（11歳）によるコンビ。3回戦進出を果たした（翌年は準々決勝進出）。
- 「まんじゅう大帝国」（竹内一希、田中永真）：フリーで活動するコンビ（出場当時。現在はタイタン所属）。1回戦のネタをアルコ&ピースがラジオ番組で激賞したことで話題を集める[3]。3回戦進出。
- 「シャウト!!」（サンシャイン池崎、バイク川崎バイク）：ピン芸人同士による即席コンビ
- 「医者とお兄さん」（おばたのお兄さん、しゅんしゅんクリニックP）: ピン芸人同士による即席コンビ

### 準決勝
11月19日によみうりホールで開催。準々決勝を勝ち上がった28組に、GYAO!ワイルドカード枠を獲得した馬鹿よ貴方はを加えた29組が参加した。
準決勝初進出組はアキナ、カミナリ、ミキ、三四郎、インディアンス、ニューヨーク、大自然、錦鯉、Aマッソ、ゆにばーす、霜降り明星、アルコ&ピースの12組。
出番順は準決勝初進出となる霜降り明星が1番手を、過去3回決勝進出経験がある南海キャンディーズがトリを務めた。この結果、ハライチが4大会連続、銀シャリが3大会連続、スーパーマラドーナが2年連続、スリムクラブが2大会ぶり（6年ぶり）2度目、カミナリ、アキナ、相席スタート、さらば青春の光が初の決勝進出を果たした。

### 敗者復活戦
12月4日、決勝戦直前の14時30分より六本木ヒルズアリーナで実施。視聴者投票により、準決勝敗退者から1組のみ勝ち上がることができる。今大会から1人につき3組に投票する形式となった。
今大会からワイルドカード枠のコンビは敗者復活戦に出場できなくなっている。GYAO!ワイルドカード枠の馬鹿よ貴方は（予選11位）を除く20組に出場資格が与えられたが、アルコ&ピースと南海キャンディーズが別仕事のため欠場したため、18組で争うことになった。
出番順は準決勝の順位が低い順となり、アインシュタインが1番手を、和牛がトリを務めた。投票の結果、予選16位のミキ、予選9位の和牛が上位2組に名を連ね、17万5482票を獲得した和牛が決勝戦に進出した。

## 決勝戦

### ファーストラウンド
1組目：アキナ【446点 / 暫定1位 → 5位】
「離婚」をテーマにした、しゃべくりに近いコント漫才を披露。上沼は「トップとは思えない。私の好きな漫才」、大吉は「限りなく90に近い89」と好意的に評価した。一方で松本は「90を付けたかったが、舞台から落ちそうになるので3点引いた」と冗談混じりにコメントした。
2組目：カミナリ【441点 / 暫定2位 → 7位】
川柳をテーマに、ツッコミの石田がボケの竹内の頭を強く叩く「どつき漫才」と称されるスタイルのしゃべくり漫才を披露。礼二は「爆発力が凄い」、巨人は「今日のはテンポが速かったのが良かった」と高く評価したが、上沼から今大会最低評点の81点を付けられたことが大きく響いた。
3組目：相席スタート【437点 / 暫定3位 → 9位】
野球と合コンを混ぜたコント漫才を披露。上沼は「ネタの選び方やセンスの良さに参った」と高く評価したが、他4名の評点は伸びなかった。
4組目：銀シャリ【470点 / 暫定1位 → 1位通過】
ドレミのうたを題材としたしゃべくり漫才を披露。大吉は「こんだけ笑い取られてこんなしっかりした構成の漫才見せられたら、もっと点数入れてもいいかもしれない」、松本は「腹立つなぁ、おもろいなぁ」と述べた。
5組目：スリムクラブ【441点 / 暫定3位 → 8位】
山登りを題材としたネタを披露。上沼は「無理がありました、飛び過ぎ。親しいんで言いますけど、しっかりせんかい」とダメ出しをした。
6組目：ハライチ【446点 / 暫定2位 → 6位】
昨年と同様にノリボケ漫才を封印し、RPG（ロールプレイングゲーム）を題材としたコント漫才を披露。巨人は「（RPGが）分からん方が見てるとなんじゃと思われるよな」と述べた。
7組目：スーパーマラドーナ【459点 / 暫定2位 → 3位通過】
ボケの田中が「エレベーターに閉じ込められた」ことを題材にした、昨年からさらに作品性を追求した叙述トリックともいえる構成の漫才を披露。礼二は「上手くまとまって、安定感が抜群。去年よりはるかに良かった」と好評を述べた。一方で松本は「見事にまとめたが、しんどいところもあった」と評した。
8組目：さらば青春の光【448点 / 暫定3位 → 4位】
互いに中学生時代のエピソードを話すしゃべくり漫才を披露。大吉は「一つの発想で最初から最後まで行くという技術が凄い」、礼二は「喋りがここまで出来る」とコメントした。
9組目：和牛【469点 / 2位通過】
今大会の敗者復活組。ドライブデートを題材にしたコント漫才を披露。松本は「和牛と銀シャリで最高やね」、95点を付けた巨人は「出だしから安定している」、同じく95点を付けた礼二は「結構成長している」と語った。

### 最終決戦
最終決戦はファーストラウンド1位の銀シャリ、2位の和牛、3位のスーパーマラドーナの3組で争われた。ファーストラウンド上位の組から順番を選択した結果、スーパーマラドーナ、和牛、銀シャリの順にネタを披露することとなった。
1組目：スーパーマラドーナ
時代劇の登場人物になりきるコント漫才を披露。
2組目：和牛
お祭りでのデートを題材にしたコント漫才を披露。
3組目：銀シャリ
雑学ネタを題材にしたしゃべくり漫才を披露。
最終投票では、礼二がスーパーマラドーナに、松本が和牛に、巨人、大吉、上沼が銀シャリに投票。3票を獲得した銀シャリが12代目王者となった。
同数票を獲得した和牛、スーパーマラドーナは、ファーストラウンドの得点により、和牛が2位、スーパーマラドーナが3位に位置付けられた。

## 結果

### 準決勝（結果）
- コンビ名、所属事務所は出場当時。
- 金背景は決勝戦進出者。

| グループ | コンビ名           | 所属事務所                             | 結果 |
| -------- | ------------------ | -------------------------------------- | ---- |
| A        | 霜降り明星         | よしもとクリエイティブ・エージェンシー | 敗退 |
| A        | 錦鯉               | SMA                                    | 敗退 |
| A        | とろサーモン       | よしもとクリエイティブ・エージェンシー | 敗退 |
| A        | マヂカルラブリー   | よしもとクリエイティブ・エージェンシー | 敗退 |
| A        | アインシュタイン   | よしもとクリエイティブ・エージェンシー | 敗退 |
| A        | メイプル超合金     | サンミュージックプロダクション         | 敗退 |
| A        | アルコ＆ピース     | 太田プロダクション                     | 敗退 |
| A        | 馬鹿よ貴方は       | オフィス北野                           | 敗退 |
| B        | ゆにばーす         | よしもとクリエイティブ・エージェンシー | 敗退 |
| B        | 銀シャリ           | よしもとクリエイティブ・エージェンシー | 通過 |
| B        | Aマッソ            | ワタナベエンターテインメント           | 敗退 |
| B        | スーパーマラドーナ | よしもとクリエイティブ・エージェンシー | 通過 |
| B        | カミナリ           | グレープカンパニー                     | 通過 |
| B        | かまいたち         | よしもとクリエイティブ・エージェンシー | 敗退 |
| B        | 大自然             | よしもとクリエイティブ・エージェンシー | 敗退 |
| C        | インディアンス     | よしもとクリエイティブ・エージェンシー | 敗退 |
| C        | さらば青春の光     | ザ・森東                               | 通過 |
| C        | ハライチ           | ワタナベエンターテインメント           | 通過 |
| C        | 和牛               | よしもとクリエイティブ・エージェンシー | 敗退 |
| C        | 東京ダイナマイト   | よしもとクリエイティブ・エージェンシー | 敗退 |
| C        | ジャルジャル       | よしもとクリエイティブ・エージェンシー | 敗退 |
| C        | 三四郎             | マセキ芸能社                           | 敗退 |
| D        | ミキ               | よしもとクリエイティブ・エージェンシー | 敗退 |
| D        | 学天即             | よしもとクリエイティブ・エージェンシー | 敗退 |
| D        | 相席スタート       | よしもとクリエイティブ・エージェンシー | 通過 |
| D        | ニューヨーク       | よしもとクリエイティブ・エージェンシー | 敗退 |
| D        | アキナ             | よしもとクリエイティブ・エージェンシー | 通過 |
| D        | スリムクラブ       | よしもとクリエイティブ・エージェンシー | 通過 |
| D        | 南海キャンディーズ | よしもとクリエイティブ・エージェンシー | 敗退 |

### 敗者復活戦（結果）
とろサーモンが10大会連続10回目の敗者復活戦出場となり、自身の最多連続出場回数を更新した。
- コンビ名、所属事務所は出場当時、結成年の太字はラストイヤー。また、結成年は正しいものを優先し、公式サイトなどで誤って表記されている場合は補足として「2000年」のように打消し線付きで併記する。
- 金背景は決勝戦進出者、灰色背景は敗者復活戦欠場者。

| 順位 | コンビ名 所属事務所                                       | 結成年        | 敗者復活戦 出場歴 | 予選 順位 | 出番      | 票数       |
| ---- | --------------------------------------------------------- | ------------- | ----------------- | --------- | --------- | ---------- |
| 1位  | 和牛 よしもとクリエイティブ・エージェンシー               | 2006年        | 2大会ぶり 3回目   | 9位       | 18番      | 17万5482票 |
| 2位  | ミキ よしもとクリエイティブ・エージェンシー               | 2012年        | 初出場            | 16位      | 12番      | 13万7318票 |
| 3位  | メイプル超合金 サンミュージックプロダクション             | 2012年        | 初出場            | 15位      | 13番      | 12万4092票 |
| 4位  | とろサーモン よしもとクリエイティブ・エージェンシー       | 2002年        | 10大会連続 10回目 | 22位      | 7番       | 10万7546票 |
| 5位  | かまいたち よしもとクリエイティブ・エージェンシー         | 2004年        | 8大会連続 8回目   | 17位      | 11番      | 10万1219票 |
| 6位  | ジャルジャル よしもとクリエイティブ・エージェンシー       | 2003年        | 3大会ぶり 5回目   | 19位      | 10番      |            |
| 7位  | 三四郎 マセキ芸能社                                       | 2005年        | 2大会ぶり 2回目   | 20位      | 9番       |            |
| 8位  | 東京ダイナマイト よしもとクリエイティブ・エージェンシー   | 2001年        | 3大会連続 7回目   | 27位      | 3番       |            |
| 9位  | 学天即 よしもとクリエイティブ・エージェンシー             | 2005年        | 2年連続 3回目     | 14位      | 14番      |            |
| 10位 | インディアンス よしもとクリエイティブ・エージェンシー     | 2010年        | 初出場            | 12位      | 16番      |            |
| 11位 | マヂカルラブリー よしもとクリエイティブ・エージェンシー   | 2007年        | 2大会ぶり 3回目   | 13位      | 15番      |            |
| 12位 | ニューヨーク よしもとクリエイティブ・エージェンシー       | 2010年        | 初出場            | 10位      | 17番      |            |
| 13位 | 大自然 よしもとクリエイティブ・エージェンシー             | 2015年        | 初出場            | 25位      | 5番       |            |
| 14位 | アインシュタイン よしもとクリエイティブ・エージェンシー   | 2010年 2011年 | 2年連続 2回目     | 29位      | 1番       |            |
| 15位 | 錦鯉 SMA                                                  | 2012年        | 初出場            | 21位      | 8番       |            |
| 16位 | Aマッソ ワタナベエンターテインメント                      | 2010年        | 初出場            | 24位      | 6番       |            |
| 17位 | ゆにばーす よしもとクリエイティブ・エージェンシー         | 2013年        | 初出場            | 26位      | 4番       |            |
| 18位 | 霜降り明星 よしもとクリエイティブ・エージェンシー         | 2013年        | 初出場            | 28位      | 2番       |            |
| 欠場 | アルコ&ピース 太田プロダクション                          | 2006年        |                   | 23位      | [ 注 8 ]  |            |
| 欠場 | 南海キャンディーズ よしもとクリエイティブ・エージェンシー | 2003年        |                   | 18位      | [ 注 10 ] |            |

### 決勝戦（結果）
| 金背景   | 1位通過、優勝      |
| 銀背景   | 2位通過            |
| 銅背景   | 3位通過            |
| 赤文字   | 審査員別の最高評点 |
| 青文字   | 審査員別の最低評点 |
| 赤太文字 | 全体の最高評点     |
| 青太文字 | 全体の最低評点     |

- 順位は最終決戦に進出したコンビは票数、それ以外のコンビはファーストラウンドの得点による順序。
  - 最終決戦の票数が同じ場合は、ファーストラウンドの得点が高いコンビを上位とする。
  - ファーストラウンドの得点が同じ場合は、高得点を付けた審査員の人数が多いコンビを上位とし、得点欄に括弧書きで高得点を付けた審査員の人数を記載。
- 所属事務所は出場当時。結成年は正しいものを優先し、公式サイトなどで誤って表記されている場合は補足として「2000年」のように打消し線付きで併記する。
- 敗者復活組はキャッチコピーが無いため、「（敗者復活組）」とする。
- 順位や得点などをまとめた表は、矢印がついたセルをクリックすると、昇順、降順、元の順の順番で並び替えられる。

| 順位 | コンビ名 所属事務所                                       | No.  | 結成年        | 決勝戦進出歴               | キャッチコピー | ファースト | ファースト    | 最終決戦 | 最終決戦 |
| 順位 | コンビ名 所属事務所                                       | No.  | 結成年        | 決勝戦進出歴               | キャッチコピー | 出番       | 得点          | 出番     | 得票     |
| ---- | --------------------------------------------------------- | ---- | ------------- | -------------------------- | -------------- | ---------- | ------------- | -------- | -------- |
| 優勝 | 銀シャリ よしもとクリエイティブ・エージェンシー           | 1949 | 2005年        | 3大会連続 3回目            | 王道漫才       | 4番        | 470点         | 3番      | 3票      |
| 2位  | 和牛 よしもとクリエイティブ・エージェンシー               | 1796 | 2006年        | 2年連続 2回目              | （敗者復活組） | 9番        | 469点         | 2番      | 1票      |
| 3位  | スーパーマラドーナ よしもとクリエイティブ・エージェンシー | 171  | 2003年        | 2年連続 2回目              | 虚弱 × 最強    | 7番        | 459点         | 1番      | 1票      |
| 4位  | さらば青春の光 ザ・森東                                   | 2479 | 2008年        | 初進出                     | 予測不能       | 8番        | 448点         |          |          |
| 5位  | アキナ よしもとクリエイティブ・エージェンシー             | 231  | 2012年        | 初進出 ノーシード          | 変幻自在       | 1番        | 446点 （3名） |          |          |
| 6位  | ハライチ ワタナベエンターテインメント                     | 1888 | 2005年 2006年 | 4大会連続 4回目            | シン・ハライチ | 6番        | 446点 （1名） |          |          |
| 7位  | カミナリ グレープカンパニー                               | 73   | 2011年        | 初進出 ノーシード          | ダークホース   | 2番        | 441点 （3名） |          |          |
| 8位  | スリムクラブ よしもとクリエイティブ・エージェンシー       | 2453 | 2005年        | 2大会ぶり 2回目 ノーシード | 一撃必殺       | 5番        | 441点 （2名） |          |          |
| 9位  | 相席スタート よしもとクリエイティブ・エージェンシー       | 1843 | 2013年        | 初進出                     | 婚活系漫才     | 3番        | 436点         |          |          |

| 出番順 | コンビ名           | 得点計 | 巨人 | 礼二 | 大吉 | 松本 | 上沼 |
| ------ | ------------------ | ------ | ---- | ---- | ---- | ---- | ---- |
| 1      | アキナ             | 446    | 92   | 89   | 89   | 87   | 89   |
| 2      | カミナリ           | 441    | 91   | 90   | 90   | 89   | 81   |
| 3      | 相席スタート       | 436    | 87   | 88   | 87   | 84   | 90   |
| 4      | 銀シャリ           | 470    | 96   | 91   | 93   | 95   | 95   |
| 5      | スリムクラブ       | 441    | 85   | 89   | 88   | 90   | 89   |
| 6      | ハライチ           | 446    | 91   | 88   | 89   | 85   | 93   |
| 7      | スーパーマラドーナ | 459    | 90   | 95   | 92   | 89   | 93   |
| 8      | さらば青春の光     | 448    | 87   | 90   | 90   | 90   | 91   |
| 9      | 和牛               | 469    | 95   | 95   | 91   | 93   | 95   |

| 出番順 | コンビ名           | 得票数 | 巨人 | 礼二 | 大吉 | 松本 | 上沼 |
| ------ | ------------------ | ------ | ---- | ---- | ---- | ---- | ---- |
| 1      | スーパーマラドーナ | 1      |      | ★    |      |      |      |
| 2      | 和牛               | 1      |      |      |      | ★    |      |
| 3      | 銀シャリ           | 3      | ★    |      | ★    |      | ★    |

| 最高評点 | 96点 オール巨人（銀シャリ） |
| 最低評点 | 81点 上沼恵美子（カミナリ） |
| 平均点   | 450.7点                     |

## 記録・エピソード
- カミナリが、グレープカンパニー所属のコンビとして初めて決勝進出した（第7回〈2007年〉のサンドウィッチマンは、当時フラットファイヴ所属）。
- スリムクラブが初の40代同士のコンビとして決勝に進出した。また、40代の決勝進出は第6回（2006年）の変ホ長調・小田ひとみ以来6大会ぶり（10年ぶり）で、プロとしては初めて。
- ハライチが、吉本興業以外の所属コンビとして最多出場記録および連続出場記録を更新した（4大会連続4回目）。
- 初めて同点を獲得したコンビが同時に出た（カミナリとスリムクラブ、アキナとハライチ）。
- 第4回（2004年）以来、8大会ぶり（12年ぶり）に全組がネタ終了時点で暫定3位以内に入った。
- 第7回（2007年）から6大会連続で敗者復活組が最終決戦に進出した。
- 初めて最終決戦進出の3組が全て前年の決勝進出コンビ（敗者復活組を含む）となった。決勝初出場組が最終決戦に進出しなかったのは、第6回（2006年）以来6大会ぶり（10年ぶり）。
- 第11回（2015年）以降で唯一、ファーストラウンド敗退コンビの平均点が全て90点未満だった。
- 最終決戦の直前で、さらば青春の光の敗者コメントが無かったというトラブルがあった。
- 第1回（2001年）から第10回（2010年）に決勝進出経験があるコンビが第11回（2015年）以降で優勝したのは、銀シャリが唯一である[注 12]。
  - 第7回（2007年）以来、5大会ぶり（9年ぶり）にファーストラウンド1位通過のコンビが優勝した。
- 2年連続で最終決戦進出の3組全てに得票があった。
- この回から敗者復活組も番組内でのテロップ表示が正規決勝進出組と同じフォントで表示されるようになった。

## DVD
2017年7月26日によしもとアール・アンド・シー（現：よしもとミュージック）から発売された。
タイトルは『M-1グランプリ2016 伝説の死闘! 〜魂の最終決戦〜』。
| DISC | 収録内容                                                                         | 収録時間 |
| ---- | -------------------------------------------------------------------------------- | -------- |
| 1    | M-1グランプリ2016決勝 幻のファーストラウンド漫才完全解説                         | 325分    |
| 2    | 敗者復活戦 M-1リターンズ 秘蔵の過去ネタお蔵出し 銀シャリ優勝への軌跡ドキュメント | 325分    |

## スタッフ
- 構成：倉本美津留、前田政二、石原健次
- ナレーション：畑中ふう、アラン・J
- 総合演出：白石和也（ABCテレビ）
- チーフプロデューサー：辻史彦（ABCテレビ）、村野裕亮（吉本興業）
- 制作協力：ウインズウイン
- 協力：テレビ朝日
- 制作：ABC TV、吉本興業